# Departamento de Ocaña
Ocaña fue uno de los departamentos en que se dividía el Estado Soberano de Santander (Colombia), desde el 25 de junio de 1859. Tenía por capital a la ciudad de Ocaña. Al establecerse la constitución de 1886 el día 6 de agosto, la misma región volvió a ser llamada la provincia de Ocaña y los antes estados pasaron a ser llamados departamentos.

## División territorial
El departamento al momento de su creación (1859) estaba dividido en los distritos de Ocaña (capital), Aspásica, Brotaré, Buenavista, El Carmen, Convención, Cáchira, La Cruz, La Palma, San Antonio y Teorama.

### Ley del 25 de junio de 1859
En la ciudad de Bucaramanga el Estado soberano de Santander, acordó dividir su territorio en departamentos, Ocaña fue uno de ellos:
LEI (DE 25 DE JUNIO DE 1859)
Dividiendo el territorio del Estado en Departamentos
La Asamblea Lejislativa del Estado de Santander,
DECRETA:
Artículo 1.° Para su mejor réjimen político i administrativo se divide el territorio del Estado en los siguientes Departamentos:
(...)
El de Ocaña, formado por los pueblos de la antigua provincia de este nombre, que corresponden al Estado, con su capital en Ocaña.

(...)